# Albrook Mall
Albrook Mall es un gran centro comercial ubicado en la parte oeste de la capital de Panamá e inaugurado en 2002. A la fecha, es el centro comercial más grande de Panamá y de América Latina, y además es el 25° más grande del mundo.  Ocupa antiguos terrenos de la base aérea de Albrook, en la antigua Zona del Canal de Panamá. Se encuentra entre la Gran Terminal Nacional de Transporte y el Aeropuerto Marcos A. Gelabert. El centro comercial tiene un total de 700 locales y una afluencia promedio de 50 mil visitantes, de los cuales el 25% son extranjeros. Además provee empleo a unas 10 mil personas. El centro comercial posee cines, restaurantes, supermercados, farmacias, agencias de viajes, peluquerías, gimnasios, áreas de juegos infantiles y un hotel. También cuenta con tres áreas de comida (food court) con un total de 100 restaurantes.
El 13 de marzo de 2013 ocurrió un incendio de grandes dimensiones que afectó parcialmente, con 60 tiendas afectadas y daños por 15 millones de balboas. El incendio fue difícil de controlar por la ausencia de rociadores de agua que no se instalaron en ese entonces, ya que no era obligatoria su instalación al momento de su construcción.

## Galería
|                          |
| Interior de Albrook Mall |

|                           |
| Atracciones en food court |

|                   |
| Exterior del mall |